# 우도 자멜
우도 자멜(독일어: Udo Samel, 1953년 6월 25일 ~ )은 독일의 배우이다.

## 출연 작품

### 영화
- 인생 가이드 (2017년)
- 굿바이 베를린 (2016년)
- 천 시간의 밤 (2016년)
- 마이 베스트 에너미 (2011년) - 제이콥 카우프먼 역
- 도멘 (2009년)
- 팔레르모 슈팅 (2008년)
- 괴벨스 실험 (2005년) - 나레이터 역
- 실렌티움 (2004년)
- 고우 포 주커 (2004년)
- 피아니스트 (2001년) - 블론스키 박사 역
- 킬러 콘돔 (1996년)
- 우연의 연대기에 관한 71개의 단편 (1994년)
- 카스파 하우저 (1993년)
- 마지막 유보트 (1990년)
- 7번째 대륙 (1989년)
- 나이프 인 더 해드 (1979년)